# Улемец
Улемец — деревня в Жиздринском районе Калужской области Российской Федерации, в составе сельского поселения «Село Овсорок».

## История
Деревня Улемец упоминается в 1678 году в составе Ботаговской волости Брянского уезда как поместье.
С 1777 года в составе Жиздринского уезда Калужской губернии. В списке населённых мест за 1859 год упоминается как владельческая деревня горного ведомства при речке Улемец на 1-м Брянском тракте, в которой насчитывалось 34 двора.
После реформы 1861 года деревня вошла в состав Пупковской волости. Между 1897 и 1913 годами в ней открылась земская школа.
В 1920 году в составе Жиздринского уезда село было передано в Брянскую губернию. В 1922 году Пупковская волость была расформирована, а Улеме вместе с содедними деревнями Кленки и Мертвель были переданы в состав новообразованной Судимирской волости, которая была упразднена в 1929 году, с введением районного деления, после чего деревня стала центром Улемецкого сельсовета Жиздринского района Западной области. В 1937 году район был передан Орловской, а в 1944 году — Калужской области.
Осенью 1941 года Жиздринский район был оккупирован немецкими войсками. От оккупации деревня была освобождена в ходе упорных боёв в конце августа 1943 года. В то же время на холме в центре деревни была организована братская могила для погибших на территории сельсовета бойцов 407-го, 444-го и 539-го полков 108-й стрелковой дивизии.
В 2015 году в Улемце был открыт и освящен храм в честь преподобного Сергия Радонежского.

## Население
| 1859 | 1896  | 1913  | 2002  | 2010  |
| ---- | ----- | ----- | ----- | ----- |
| 418  | ↗ 611 | ↗ 639 | ↘ 245 | ↘ 185 |

Согласно переписи населения 2002 года, 100% жителей деревни — русские.